# Saad Samir
Saad El-Din Samir (in arabo سعد الدين سمير‎?; Il Cairo, 1º aprile 1989) è un calciatore egiziano, difensore del Ceramica Cleopatra.

## Caratteristiche tecniche
Roccioso difensore centrale; compensa la mancanza di velocità con l'abilità nel gioco aereo e senso della posizione.

## Carriera

### Club
Muove i suoi primi passi nelle giovanili dell'El-Shorta, prima di passare - dopo una breve parentesi in Libia - all'Al Ahly nel 2009. Esordisce con i Red Devils il 13 maggio 2010 contro l'El Gouna, subentrando al 53' al posto di Gilberto.
Complice la presenza in rosa di altri difensori più esperti, viene ceduto in prestito all'Al-Mokawloon e all'Al-Masry. Nel 2020 conquista - nonostante passi la stagione ai margini a causa di un grave infortunio al tendine d'Achille - uno storico treble, vincendo campionato, coppa nazionale e la CAF Champions League.
Il 15 settembre 2021 passa in prestito biennale al Future.

### Nazionale
Nel 2012 prende parte alle Olimpiadi di Londra con la selezione olimpica egiziana. In precedenza aveva disputato alcuni incontri con le nazionali giovanili, prendendo parte con la selezione Under-20 ai Mondiali di categoria nel 2009, svolti in Egitto.
Esordisce con la selezione dei Faraoni il 10 ottobre 2014 contro il Botswana da titolare, in un incontro valido per l'accesso alla fase finale della Coppa d'Africa 2015. Il 4 gennaio 2017 il CT Héctor Cúper lo inserisce nella lista dei 23 convocati che prenderanno parte alla Coppa d'Africa 2017. Riserva di Hegazy e Gabr, assiste i compagni dalla panchina per gran parte della competizione, eccezione fatta per la partita contro il Marocco ai quarti di finale, in cui subentra al posto di Tarek Hamed in pieno recupero. Il 4 giugno 2018 viene incluso nella lista dei 23 convocati per il campionato del mondo 2018. Assiste i compagni - eliminati nella fase a gironi - dalla panchina, senza scendere in campo.

## Statistiche

### Presenze e reti nei club
Statistiche aggiornate al 3 novembre 2023.
| Stagione        | Squadra            | Campionato      | Campionato | Campionato | Coppe nazionali | Coppe nazionali | Coppe nazionali | Coppe continentali | Coppe continentali | Coppe continentali | Altre coppe | Altre coppe | Altre coppe | Totale | Totale |
| Stagione        | Squadra            | Comp            | Pres       | Reti       | Comp            | Pres            | Reti            | Comp               | Pres               | Reti               | Comp        | Pres        | Reti        | Pres   | Reti   |
| --------------- | ------------------ | --------------- | ---------- | ---------- | --------------- | --------------- | --------------- | ------------------ | ------------------ | ------------------ | ----------- | ----------- | ----------- | ------ | ------ |
| 2009-2010       | Al-Ahly            | PL              | 2          | 0          | CE              | 0               | 0               | CCL                | 0                  | 0                  | SE          | 0           | 0           | 2      | 0      |
| 2010-gen. 2011  | Al-Ahly            | PL              | 0          | 0          | CE              | 0               | 0               | CCL                | 0                  | 0                  | SE          | 0           | 0           | 0      | 0      |
| gen.-giu. 2011  | Al-Mokawloon       | PL              | 14         | 0          | CE              | 0               | 0               | -                  | -                  | -                  | -           | -           | -           | 14     | 0      |
| 2011-2012       | Al-Masry           | PL              | 12         | 0          | -               | -               | -               | -                  | -                  | -                  | -           | -           | -           | 12     | 0      |
| 2012-2013       | Al-Ahly            | PL              | 7          | 1          | CE              | 0               | 0               | CCL+CCL            | 3+6                | 0                  | SE+SA+Cmc   | 1+1+0       | 0           | 18     | 1      |
| 2013-2014       | Al-Ahly            | PL              | 16+3       | 1          | CE              | 2               | 0               | CCL+CC             | 2+12               | 0                  | SA+Cmc      | 1+2         | 0           | 38     | 1      |
| 2014-2015       | Al-Ahly            | PL              | 33         | 1          | CE              | 3               | 0               | CCL+CC             | 4+10               | 0                  | SE+SA       | 1+1         | 0           | 52     | 1      |
| 2015-2016       | Al-Ahly            | PL              | 7          | 0          | CE              | 5               | 2               | CCL                | 3                  | 0                  | SE          | 0           | 0           | 15     | 2      |
| 2016-2017       | Al-Ahly            | PL              | 30         | 4          | CE              | 2               | 0               | ACC+CCL            | 0+12               | 0                  | SE          | 1           | 0           | 45     | 4      |
| 2017-2018       | Al-Ahly            | PL              | 15         | 4          | CE              | 0               | 0               | ACC+CCL            | 2+11               | 0                  | SE          | 1           | 0           | 29     | 4      |
| 2018-2019       | Al-Ahly            | PL              | 13         | 0          | CE              | 0               | 0               | CCL                | 4                  | 0                  | SE          | 0           | 0           | 17     | 0      |
| 2019-2020       | Al-Ahly            | PL              | 2          | 0          | CE              | 0               | 0               | CCL                | 1                  | 0                  | SE          | 0           | 0           | 3      | 0      |
| 2020-2021       | Al-Ahly            | PL              | 6          | 0          | CE              | 1               | 0               | CCL                | 2                  | 0                  | SE+SA+Cmc   | 0           | 0           | 9      | 0      |
| Totale Al-Ahly  | Totale Al-Ahly     | Totale Al-Ahly  | 131+3      | 11         |                 | 13              | 2               |                    | 72                 | 0                  |             | 9           | 0           | 228    | 13     |
| 2021-2022       | Future             | PL              | 25         | 1          | CE              | 1               | 0               | -                  | -                  | -                  | -           | -           | -           | 26     | 1      |
| 2022-2023       | Future             | PL              | 12         | 0          | CE              | 1               | 0               | CC                 | 6                  | 1                  | -           | -           | -           | 19     | 1      |
| Totale Future   | Totale Future      | Totale Future   | 37         | 1          |                 | 2               | 0               |                    | 6                  | 1                  |             | -           | -           | 45     | 2      |
| 2023-2024       | Ceramica Cleopatra | PL              | 2          | 0          | CE              | 0               | 0               | -                  | -                  | -                  | SE          | 0           | 0           | 2      | 0      |
| Totale carriera | Totale carriera    | Totale carriera | 199        | 12         |                 | 15              | 2               |                    | 78                 | 1                  |             | 9           | 0           | 301    | 15     |

### Cronologia presenze e reti in nazionale
| Cronologia completa delle presenze e delle reti in nazionale ― Egitto | Cronologia completa delle presenze e delle reti in nazionale ― Egitto | Cronologia completa delle presenze e delle reti in nazionale ― Egitto | Cronologia completa delle presenze e delle reti in nazionale ― Egitto | Cronologia completa delle presenze e delle reti in nazionale ― Egitto | Cronologia completa delle presenze e delle reti in nazionale ― Egitto | Cronologia completa delle presenze e delle reti in nazionale ― Egitto | Cronologia completa delle presenze e delle reti in nazionale ― Egitto |
| Data                                                                  | Città                                                                 | In casa                                                               | Risultato                                                             | Ospiti                                                                | Competizione                                                          | Reti                                                                  | Note                                                                  |
| --------------------------------------------------------------------- | --------------------------------------------------------------------- | --------------------------------------------------------------------- | --------------------------------------------------------------------- | --------------------------------------------------------------------- | --------------------------------------------------------------------- | --------------------------------------------------------------------- | --------------------------------------------------------------------- |
| 10-10-2014                                                            | Gaborone                                                              | Botswana                                                              | 0 – 2                                                                 | Egitto                                                                | Qual. Coppa d'Africa 2015                                             | -                                                                     |                                                                       |
| 15-10-2014                                                            | Il Cairo                                                              | Egitto                                                                | 2 – 0                                                                 | Botswana                                                              | Qual. Coppa d'Africa 2015                                             | -                                                                     |                                                                       |
| 14-11-2015                                                            | N'Djamena                                                             | Ciad                                                                  | 1 – 0                                                                 | Egitto                                                                | Qual. Mondiali 2018                                                   | -                                                                     | 71’                                                                   |
| 17-11-2015                                                            | Alessandria d'Egitto                                                  | Egitto                                                                | 4 – 0                                                                 | Ciad                                                                  | Qual. Mondiali 2018                                                   | -                                                                     |                                                                       |
| 8-1-2017                                                              | Il Cairo                                                              | Egitto                                                                | 1 – 0                                                                 | Tunisia                                                               | Amichevole                                                            | -                                                                     |                                                                       |
| 29-1-2017                                                             | Port-Gentil                                                           | Egitto                                                                | 1 – 0                                                                 | Marocco                                                               | Coppa d'Africa 2017 - Quarti di finale                                | -                                                                     | 90+4’                                                                 |
| 28-3-2017                                                             | Alessandria d'Egitto                                                  | Egitto                                                                | 3 – 0                                                                 | Togo                                                                  | Amichevole                                                            | -                                                                     | 72’                                                                   |
| 12-11-2017                                                            | Cape Coast                                                            | Ghana                                                                 | 1 – 1                                                                 | Egitto                                                                | Qual. Mondiali 2018                                                   | -                                                                     | 33’                                                                   |
| 27-3-2018                                                             | Zurigo                                                                | Egitto                                                                | 0 – 1                                                                 | Grecia                                                                | Amichevole                                                            | -                                                                     |                                                                       |
| 1-6-2018                                                              | Bergamo                                                               | Egitto                                                                | 0 – 0                                                                 | Colombia                                                              | Amichevole                                                            | -                                                                     |                                                                       |
| Totale                                                                |                                                                       | Presenze                                                              | 10                                                                    |                                                                       | Reti                                                                  | 0                                                                     |                                                                       |

## Palmarès

### Club

#### Competizioni nazionali
- Campionato egiziano: 8

Al Ahly: 2009-2010, 2012-2013, 2013-2014, 2015-2016, 2016-2017, 2017-2018, 2018-2019, 2019-2020
- Coppa d'Egitto: 2

Al-Ahly: 2016-2017, 2019-2020
- Supercoppa d'Egitto: 5

Al Ahly: 2010, 2014, 2015, 2017, 2018

#### Competizioni internazionali
- CAF Champions League: 4

Al-Ahly: 2012, 2013, 2019-2020, 2020-2021
- Supercoppa CAF: 3

Al-Ahly: 2013, 2014, 2021
- Coppa della Confederazione CAF: 1

Al-Ahly: 2014

### Individuale
- Egyptian Premier League Team of the Year: 1[17]

2016-2017